# مكتبة قانون الحكم المحلي العراقي
تحتوي مكتبة قانون الحكم المحلي العراقي باللغة العربية المكتبة القانونية العراقية للحكم المحلي على وثائق قانونية تعتبر ذات صلة بالحكومات المحلية العراقية. إلى جانب القوانين الوطنية التي لها تأثير كبير على الحكم المحلي، تحتوي هذه المكتبة أيضًا على مجموعة متنامية من القوانين والأوامر والقرارات واللوائح المحلية التي تنشر الآن من قبل المقاطعات في الجرائد القانونية الشهرية. من المفترض أن تكون مستودعًا حديثًا وموثوقًا ومصنفًا بعناية وقابل للبحث فيه للوثائق القانونية الأصلية باللغة العربية مع أفضل الترجمات المتاحة باللغة الإنجليزية. قام برنامج الحكم المحلي في العراق نسخة محفوظة 28 أبريل 2025 على موقع واي باك مشين. (LGP III)، وهو مشروع ممول من الوكالة الأمريكية للتنمية الدولية (USAID) وتنفذه RTI International، بتطوير هذه المكتبة في الأصل لتوضيح العلاقة بين الحكومة الفيدرالية والحكومات المحلية في العراق. عمل فريق مكتبة القانون LGP III على تجميع مكتبة قانونية واسعة النطاق، وجمع النسخ العربية من التوجيهات الوزارية التي شرعت في قانون (قوانين)، والتوجيهات الإدارية، واللوائح الإدارية، والأوامر التنفيذية، وقضايا المحاكم ذات الصلة بالحكومة الوطنية الفرعية في العراق، ثم تحميل المستندات على الموقع. أضيفت ترجمات مختارة باللغة الإنجليزية والتي تفي بمعايير جودة الترجمة لفريق مكتبة القانون. المكتبة تصان حاليا من قبل المتطوعين.

## الهدف
الهدف من إنشاء مكتبة قانون إلكترونية ثنائية اللغة هو تطوير مكتبة مفيدة على الإنترنت للوثائق القانونية الوطنية المتعلقة بقانون سلطات المقاطعات[وصلة مكسورة] (PPA، المعروف أيضًا باسم القانون 21 لعام 2008، وقانون المحافظات غير المنتظمة في إقليم) والنمو المتزايد مجموعة من القوانين والأوامر والقرارات واللوائح المحلية تنشرها المقاطعات الآن في الجرائد القانونية الشهرية. أرسى قانون سلطات المقاطعات، الذي أقر في شباط / فبراير 2008، الأساس انتخابات المحافظات العراقية 2009 وكان موضع للكثير من التحليل.
من المتوقع أن تكون هذه المكتبة مستودعًا حديثًا وموثوقًا ومصنفًا بعناية وقابل للبحث فيه للوثائق القانونية الأصلية باللغة العربية مع أفضل الترجمات المتاحة باللغة الإنجليزية. ومن المتوقع أن يخدم احتياجات الخبراء التشريعيين والقانونيين العراقيين والأجانب الذين يحتاجون إلى سهولة الوصول إلى مستودع موثوق للوثائق القانونية التي تحدد العلاقة بين الحكومات الوطنية والمحلية في العراق. ستعمل الإضافات إلى مكتبة المجموعة المتنامية من الوثائق القانونية التي تنشرها المحافظات في الجرائد أيضًا على تعزيز المجموعة وتقوية المحافظات.

## الجماهير المستهدفة
الجماهير المستهدفة للمكتبة الإلكترونية على النحو التالي:
- جميع المهتمين في العراق بمجموعة قوانين الحكومة المحلية، بما في ذلك قوانين المحافظات والقوانين الوطنية التي تؤثر على الحكومة دون الوطنية.
- أي خبير تشريعي وقانوني وحوكمة ناطق باللغة الإنجليزية مهتم بالبحث وفهم قوانين الحكومة المحلية والقوانين الوطنية التي تؤثر على الحكومة دون الوطنية في العراق.

تشمل الجماهير المستهدفة أعضاء الحكومة الإقليمية المشاركين في صياغة القوانين والقرارات والأوامر والوثائق القانونية الأخرى، وخبراء قانونيون عراقيون آخرون يدرسون قانون الحكومة المحلية والعلاقة بين الحكومة الوطنية والمحلية، والمستشارين الأجانب الذين يساعدون الحكومات الوطنية والإقليمية على تطوير إطار قانوني سليم.

## المحتوى
توفر المكتبة حاليًا الوصول إلى المستندات الأصلية الممسوحة ضوئيًا (مثل الجرائد) والقوانين الفردية والقرارات القضائية والسجلات التشريعية والقرارات الإدارية والقرارات المالية والمتعلقة بالميزانية والأوامر الموجهة إلى السلطة التنفيذية واللوائح. قد تربط المستندات الموجودة في المكتبة بمستندات أخرى في المكتبة لمساعدة المستخدمين على تحديد إصدارات أخرى من نفس المستند والمستندات ذات الصلة، وقد ترجمت معظم المستندات ذات الصلة إلى اللغة الإنجليزية بواسطة فريق مكتبة القانون لمشروع LGP III.

## الملكية والاستدامة
أنشىء موقع المكتبة على شبكة الإنترنت باستخدام الخبرات العراقية والأجنبية وصمم لجعله سهل النقل وغير مكلف عملياً. المحتوى يحتفظ به حاليا المستشار القانوني السيد زيد حكمت ثامر المهداوي كعمل تطوعي. يجوز نقل ملكية المكتبة ومسؤولية الحفاظ على محتوياتها إلى منظمة عراقية مناسبة. يجب أن يشمل هذا النقل التدريب والدعم الفني.

## أنظر أيضا
- دستور العراق
- قانون العراق
- الوكالة الأمريكية للتنمية الدولية

## روابط خارجية
- مكتبة قانون الحكم المحلي العراقي.
- قاعدة البيانات القانونية العراقية.
- برنامج الحكم المحلي في العراق نسخة محفوظة 28 أبريل 2025 على موقع واي باك مشين..